# François Michot-Boutet
Pour les articles homonymes, voir Boutet.
Jules François Michot-Boutet est un homme politique né le 18 décembre 1815 à Saint-Sauveur-en-Puisaye (Yonne) et mort en 1879 à Long Mott au Texas,.

## Biographie
Ouvrier menuisier à Gien, il est député du Loiret de 1848 à 1851, il siège à l'extrême gauche, au groupe de la Montagne.

## Sources
- « François Michot-Boutet », dans Adolphe Robert et Gaston Cougny, Dictionnaire des parlementaires français, Edgar Bourloton, 1889-1891 [détail de l’édition]